# Emiliano Fabbricatore
Emiliano Fabbricatore OSBI (ur. 12 sierpnia 1938 w Santa Sofia di Epiro, zm. 6 stycznia 2019) – włoski duchowny italo-albański, w latach 2002–2013 opat terytorialny Santa Maria di Grottaferrata.

## Życiorys
Święcenia kapłańskie przyjął 13 sierpnia 1967. 31 stycznia 2000 został mianowany opatem terytorialnym Santa Maria di Grottaferrata. 4 listopada 2013 przeszedł na emeryturę.